# Luís Represas
Luís Paulo Fontes Represas ComM (Lisboa, 24 de Novembro de 1956) é um cantor e compositor português.

## Biografia
Luís Represas foi desde cedo muito interessado pela música, prova disso é o facto de ter comprado aos 13 anos a sua primeira guitarra. É em 1976 que funda a banda Trovante, juntamente com João Gil, João Nuno Represas, Manuel Faria e Artur Costa, a que mais tarde se juntaram Fernando Júdice, José Martins e José Salgueiro, grupo referência da música popular portuguesa pós 25 de Abril e no qual se manteve como cantor até ao seu desmembramento. Durante estes 16 anos de existência com o Trovante, participou em inúmeros festivais internacionais e concertos em Portugal que ficaram memoráveis tais como os coliseus de 1984 com a presença do Presidente da República,  Dr. Mário Soares e 1986 e arriscam o Campo Pequeno em 1988 que desta feita inaugura a produção de concertos de artistas portugueses em nome próprio. 
Em 1992, o Trovante separa-se e Luís Represas inicia a sua carreira a solo. 
Em 1993 Luís Represas refugia-se em Havana, de forma a ganhar distância em relação ao seu passado e ao mesmo tempo viver novas experiências musicais, conquistando o seu espaço para compor músicas, com a colaboração do baixista português Nani Teixeira e do reconhecido cantautor cubano, Pablo Milanés. Este criou com Represas um dos mais reconhecidos duetos imortalizados na música portuguesa, Feiticeira! Miguel Nuñez, pianista e diretor musical de Pablo Milanés foi responsável pelo arranjo e, mais tarde pela direção musical das novas canções de Luis Represas.
Assim nasce o álbum "Represas", que é totalmente gravado em Português e Castelhano, a fim de levar mais longe e a mais gente as suas canções através destas duas edições. 
Em 1994 depois de se apresentar ao vivo em todo o país, Represas enche por duas noites a sala mais popular de Lisboa, o Coliseu dos Recreios, concerto transmitido pela RTP.
Grava para a RTP uma série de 26 programas “A Música dos Outros” dos quais é anfitrião recebendo, entrevistando e protagonizando duetos com 26 dos mais importantes músicos portugueses.
A convite do Maestro Ariel Ramires canta no CCB em Lisboa em duas noites completamente lotadas a obra daquele compositor argentino "Misa Criolla".
Em 1995 inicia a composição do seu segundo disco "Cumplicidades", gravado em Lisboa, que conta com a colaboração do prestigiado pianista de Jazz português, Bernardo Sassetti, com carreira internacional e o grande mestre da “Uilleann Pipes” e “Low Whistles”: Davy Spillane. Depois de uma digressão de sucesso, aceita o desafio de se apresentar no grande Auditório do Centro Cultural de Belém, por quatro noites consecutivas esgotadas, que daria origem a um CD duplo “Ao Vivo no CCB”, galardoado com dupla platina.
Em setembro de 1995 canta como solista, uma das obras mais emblemáticas da cultura Argentina, a Misa Criolla. Com o próprio autor Ariel Ramirez, nome maior da música Argentina, o seu filho o pianista Facundo Ramirez, o percussionista Domingo Cura e o Coro de S. Carlos sobem ao palco do Centro Cultural de Belém em Lisboa para duas noites memoráveis.
Em 1997 volta a interpretar a Misa Criolla, desta feita na Igreja de S. José em Ponta Delgada, Açores, com o Coral de S. José e orquestra onde também foi solista José Graça.
Em 1998 Luís Represas edita o seu quarto trabalho, “A Hora do Lobo”, onde se dá o seu reencontro com Miguel Nuñez, do qual resulta um álbum cheio de melodias intensas e fascinantes. “A Hora do Lobo”, canção que dá título ao disco, conta com a participação de Pedro Guerra, músico espanhol extremamente popular no país vizinho. O resultado traduz-se em inúmeros espetáculos por todo o país e na participação especial num espetáculo memorável na EXPO 98, no dia em que se atingiu a cifra de 100.000 visitantes. Em 12 de Maio de 1999, a convite do Presidente da República Dr. Jorge Sampaio, Represas reúne-se com o Trovante para um espetáculo memorável no Pavilhão Atlântico, em Lisboa. Este emocionante reencontro deu origem a um cd duplo, ao vivo, intitulado “Uma Noite Só”, que atinge o galardão de dupla platina. Também em 1999, Represas aceita o convite para ser a voz, na versão portuguesa, dos temas originais de Phil Collins, para a banda sonora do filme de animação Tarzan, da Disney. Seguiu-se depois a gravação do tema do Rei Leão 2, de Elton John.
Em Dezembro de 1999 participa no Handover de Macau à República Popular da China.
Em 2000 na sequência da luta pela causa Timorense, Luís Represas é convidado pelo então Presidente da República, Dr. Jorge Sampaio, a deslocar-se a Timor, em visita oficial, levando na bagagem o tema que se tornou num hino à independência e paz do território, “Timor”. Regressa ao país, desta vez a convite de Xanana Gusmão, para participar nas comemorações do primeiro aniversário do referendo que decidiu pela via da independência do território. Em abril de 2000 desloca-se ao Brasil para dois concertos no Rio de Janeiro (praia de Ipanema) e São Paulo (Parque Ibirapuera) para milhares de pessoas, concertos, esses repartidos com Daniela Mercury. 
Em 2001 Luís Represas grava em Espanha o seu quarto disco intitulado Código Verde com produção de Jose Antonio Romero e participação entre outros de Antonio Serrano e Martinho da Vila.
Comemora os seus 25 anos de carreira, celebrando-os com concertos no Pavilhão Atlântico e no Coliseu do Porto, acompanhado pela Orquestra Sinfónica Juvenil com direção e arranjos do Maestro José Calvário onde conta com presenças muito especiais como Fausto Bordalo Dias, Davy Spillane, Bernardo Sasseti, Manuel Faria e João Gil. 
Em setembro começou o seu novo projeto "Reserva Especial". Uma coletânea de 21 temas de referência da música do mundo com arranjos de José Calvário, gravado em Praga com a Orquestra Nacional da República Checa e Londres. 
Em maio de 2002 compõe, a convite da Swatch, o tema “Quero uma Casa deste Tamanho”, editado em disco juntamente com duas gravações inéditas do concerto “25 Anos de Música” no Pavilhão Atlântico, cujas receitas reverteram a favor da instituição de solidariedade "Ajuda de Berço". Realiza dois concertos no Teatro Nacional em Havana e outro no conhecido café concerto Habana Café com direção de Miguel Nuñez convidando Compay Segundo e Suylen Milanés, tornando-se assim no primeiro artista português a tocar em Cuba em concertos de grande dimensão.
Em outubro de 2003 Luís Represas apresenta o seu novo álbum de originais "Fora de Mão", gravado entre Portugal, República Checa e Cuba que contou com a participação de músicos que já se conheciam entre si há muitos anos, como Luis Fernando, Miguel Núñez ou Osmany Sánchez. 
Já em 2004, no Verão, sobe ao palco Mundo do Rock In Rio Lisboa, onde dezenas de milhares de fãs assistem a uma atuação memorável. 
Em Março de 2005, o músico angolano Raul Indipwo comemora os 50 anos de carreira em concerto, convidando Luís Represas, Mariza, Bonga e Pedro Jóia. 
No dia 10 de Junho, “Dia de Portugal, de Camões e das Comunidades” é condecorado com a Ordem de Mérito pelo Sr. Presidente da República, o Dr. Jorge Sampaio. 
Em 2006 lança o álbum “A história Toda”, que resume em CD e DVD um extenso repertório de sucesso. Trata-se da gravação do seu espetáculo comemorativo de 30 anos de carreira, que esgota rapidamente o Coliseu do Porto e mais uma vez o Palco do Grande Auditório do CCB, por duas noites consecutivas tendo como convidado muito especial o cantautor Cubano, Pablo Milanés, com quem canta pela primeira vez ao vivo passados 13 anos da sua gravação o tema "Feiticeira". 
Luís Represas sobe mais uma vez ao palco do Pavilhão Atlântico, ao lado do Maestro José Cura, a propósito da III Gala da Associação Portuguesa Contra a Leucemia, no dia 25 de janeiro de 2007, tendo participado nos anos anteriores em 2002 e 2007, assim como outros artistas que também dão voz pela causa.
Em 2008 desloca-se ao Brasil onde grava o álbum "Navegar é Preciso", com produção de Marco Mazzola e Martinho da Vila, com participação deste último e da Artista brasileira,  Zélia Duncan.
Luís Represas colaborou ainda em 2008 com a cantora baiana Margareth Menezes, juntos interpretaram o tema de Represas “Um Caso a Mais” no CD e DVD da brasileira, aqui com novo arranjo e direção musical de Marco Mazzola, produtor de referência da MPB. 
Participaram também neste CD/DVD outros artistas fundamentais da música brasileira, como Gilberto Gil e Carlinhos Brown. A convite de Margareth Menezes desfila no Carnaval da Bahia no Trio elétrico da Cantora catando juntos o tema “Um caso mais” entre outros. Mais tarde este encontro repete-se na concha acústica de Salvador da Bahia. 
"Olhos nos Olhos", o seu nono disco a solo, lançado em 2008 é integralmente gravado em Cuba com direção de Miguel Nuñez, contando com a participação especial da Artista brasileira Simone, dos cubanos Pablo Milanés e Liuba Maria Hevia, e da Orquestra Nacional de Cuba dirigida pelo Maestro Enrique Pérez Mesa, entre outros. Nas palavras de Luis Represas "este álbum foi um reencontro comigo, com a maneira mais sincera de ser eu”. O álbum é constituído por 12 temas, 11 deles originais e uma nova versão de "Colíbri". Represas, assina a maioria das composições e letras, fazendo parcerias com Ana Vidal, João Monge, João Gil e Margarida Pinto Correia. A Tour, nesse ano, conta com uma série de espetáculos por todo o país e, já em 2009, a apresentação do álbum dá-se em duas noites muito especiais. O Campo Pequeno e o Coliseu do Porto são as salas de prestígio escolhidas para comemorar o sucesso da edição do disco, em espetáculos que contam com as participações especiais de Simone, João Pedro Pais e Miguel Nuñez. Assim nasce o seu mais recente trabalho, o cd/dvd “Luís Represas – Ao Vivo no Campo Pequeno” – editado em março de 2010. Um registo de um desses espetáculos, que resulta num verdadeiro “best-of” do artista que é já, há muito, uma referência da música nacional. 
O ano de 2010 ficou ainda marcado pela estreia de Represas como escritor de prosa através da edição do livro infantojuvenil, “A Coragem de Tição” (Dom Quixote). Esta é uma fábula marítima onde os valores da amizade e solidariedade são exaltados como principais veículos para atingir a felicidade. 
Em 2012 é o primeiro português a participar no célebre Festival Boleros de Oro, em Havana. Regressa a Timor, onde realiza um concerto e grava a versão em Tétum escrita por Xanana Gusmão da canção "Timor". Em 2014 grava novo CD de Originais, "Cores" com a participação de Pedro Jóia e do músico guineense Manecas Costa. 
Em 2015 grava ao Vivo no CCB o DVD e CD "Tratamento Acústico" convidando o fadista Ricardo Ribeiro e o músico moçambicano Stewart Sukuma. Aqui, aborda o seu mais recente álbum de originais "Cores" e temas emblemáticos apresentando-os em palco apenas acompanhado por Carlos Garcia no Piano Acústico e direção musical, Cicero Lee no Contrabaixo e quatro Vozes dirigidas por Manuel Rebelo. 
Em 20 de Maio de 2016 é condecorado com a Ordem de Timor Leste pelo Presidente da República Democrática de Timor Leste Taur Matan Ruak.
Em 10 junho de 2016 realiza um concerto em Bissau, onde convida o músico guineense Binhan a subir ao palco cantando juntos o seu tema carregado de significado: Paz. Novamente a 10 de Junho, de 2018, mas desta vez em Havana e com o Apoio do Instituto Camões do Ministério da Cultura de Cuba e do Hotel Nacional de Cuba realiza um concerto no Teatro Mella com a direção musical de Miguel Nuñez, acompanhado por Osmany Sánchez na Bateria, Sergio “El Indio” Félix no Baixo, Alexei Sotero na percussão, em que convida os Artistas cubanos Líuba maria Hevia, David Torrenz e Mariana Nuñez. Deste concerto realizou-se um vídeo transmitido na TV Cubana.
Em 2018 edita o seu oitavo álbum de Originais “Boa Hora” com participações de Carlos do Carmo, Ivan Lins, Jorge Palma, Paulo Gonzo, Mia Rose e Stewart Sukuma. Na produção conta com Fred Ferreira, Manuel Faria e Francisco Faria.
Participa na Feira internacional do Livro de Guadalajara, México, acompanhado pelo Quarteto de Miguel Nuñez em que convida o Cantautor mexicano Miguel Inzunza.
Em 2019 recebe o Prémio Pedro Osório atribuído pela SPA de melhor disco do ano de 2018. Em maio e novembro realiza os concertos de apresentação de “Boa Hora” no Coliseu de Lisboa e na Casa da Música no Porto esgotando a lotação de ambas as salas.
Ao longo da sua carreira tem sido assídua a sua colaboração com inúmeros músicos dos PALOPS e do Brasil, tanto em território nacional como deslocando-se aos seus países de origem, sendo esta vertente uma das fundamentais de Luís Represas.
Em fevereiro 2024, Luís Represas edita o seu 9.º  álbum de estúdio, “MIRAGEM”, produzido por pelo pianista e produtor musical brasileiro, Ricardo Leão.

## Discografia
A SOLO:
1993 | REPRESAS | EMI – Valentim de Carvalho
1996 | CUMPLICIDADES | EMI – Valentim de Carvalho 
1996 | AO VIVO NO CCB | EMI – Valentim de Carvalho
1998| A HORA DO LOBO | BMG
2000 | CÓDIGO VERDE | Universal
2001 | RESERVA ESPECIAL | Universal
2003 | FORA DE MÃO | Universal
2006 | A HISTÓRIA TODA | CD + DVD | Universal
2008 | OLHOS NOS OLHOS | Farol
2010 | AO VIVO NO CAMPO PEQUENO | CD + DVD | Farol 
2011 | LUÍS REPRESAS E JOÃO GIL | EMI
2014 | CORES | Universal
2014 | TRATAMENTO ACÚSTICO | CD+DVD | Universal 
2018 | BOA HORA | CD | Sony
2024 | MIRAGEM | CD | Luís Represas

COM TROVANTE
1977 | CHÃO NOSSO | Sassetti
1978 | EM NOME DA VIDA | Mundo Novo
1981| BAILE NO BOSQUE| Valentim de Carvalho
1983 | CAIS DAS COLINAS| Valentim de Carvalho
1984 | 84 | EMI Valentim de Carvalho
1986 | SEPES | EMI Valentim de Carvalho
1987 | TERRA FIRME | EMI
1988 | AO VIVO NO CAMPO PEQUENO | EMI
1990 | UM DESTES DIAS | EMI
1991 | SAUDADES DO FUTURO - O Melhor do Trovante EMI 
1999 | UMA NOITE SÓ- Ao Vivo no Pavilhão Atlântico | EMI 
2003 | Aula Magna Ao Vivo EM 1983 - EMI

## Filmografia

### Televisão
| Ano  | Título    | Personagem | Nota                              |
| ---- | --------- | ---------- | --------------------------------- |
| 2021 | A Máscara | Robot      | Concorrente (Ep.1), 2.ª temporada |

## Colaborações
- José Estebes - Bamos Lá Cambada (1984)
- José Afonso Galinhas do Mato - Agora (1985), Fura Fura
- Sétima Legião - Senhora das Rosas (1989)
- Orfeão Dr. Edmundo Machado de Oliveira - Tenho Barcos, Tenho Remos (1990)
- Mafalda Veiga - Fragilidade (1992)
- Manecas Costa - Fidjus de Guiné Fontora (2000)
- Martinho da Vila - Viva Timor Leste (2000)
- André Sardet - Se Eu Disser (2002)
- Carinhoso - Lamento (2002)
- Coro dos Antigos Orfeonistas da Universidade de Coimbra (2003) -
- Boémia - Para Outro Lado de Mim (2003)
- André Sardet - Se Eu Disser (ao vivo) (2006)
- Margareth Menezes - Um Caso A Mais (2008)
- José Cid - No meu Veleiro
- Tonecas Prazeres | Voar Para Tí | 2015
- Rui Veloso | Duetos
- Fausto
- Mico da Camara Pereira - Nao quero mais fado